# Stromka podłużna
Stromka podłużna (Clivina fossor) – gatunek chrząszcza z rodziny biegaczowatych i podrodziny grzebielników. Zamieszkuje krainy palearktyczną i nearktyczną.

## Taksonomia
Gatunek ten opisany został po raz pierwszy w 1758 roku przez Karola Linneusza na łamach dziesiątego wydania Systema Naturae pod nazwą Tenebrio fossor. W 1775 roku niezależnie opisany został przez Johana Christiana Fabriciusa pod nazwą Scarites arenarius i to pod nią został później wyznaczony gatunkiem typowym rodzaju Clivina.
Wyróżnia się w jego obrębie dwa podgatunki:
- Clivina fossor fossor (Linnaeus, 1758)
- Clivina fossor sachalinica Nakane, 1952

## Morfologia

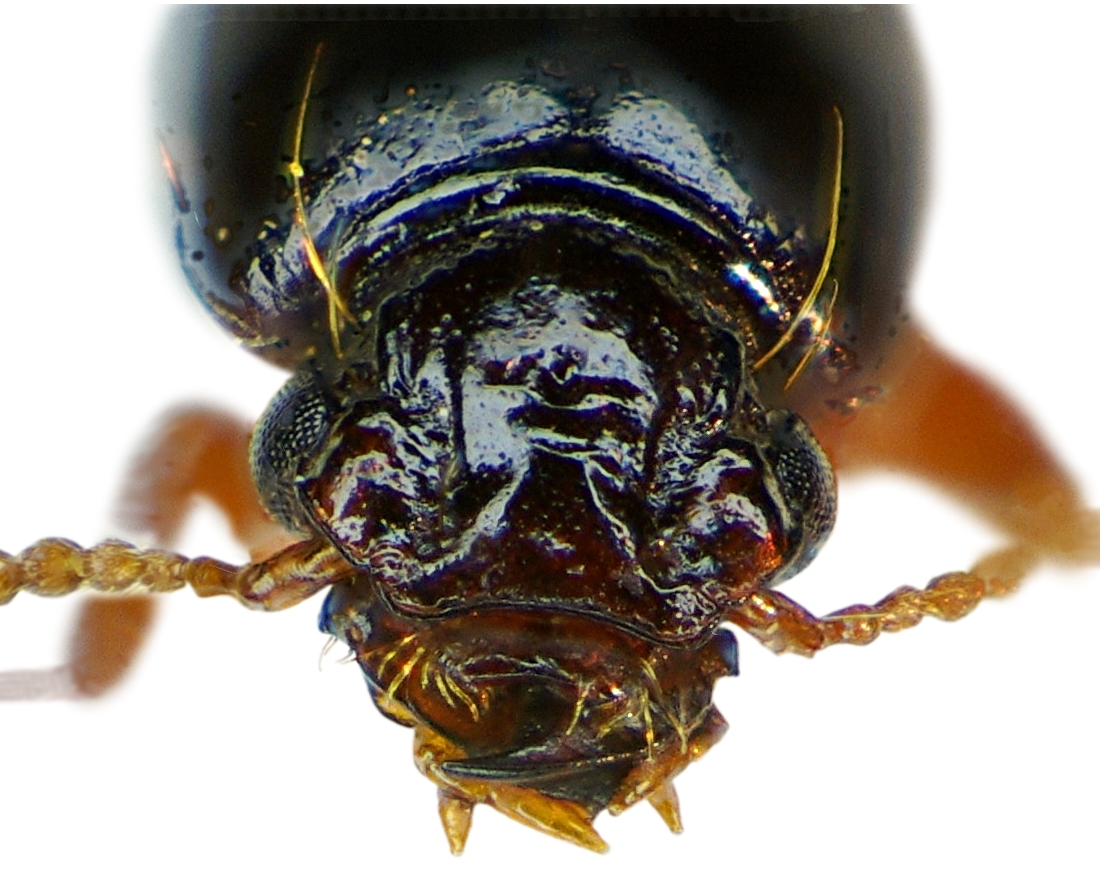
Widok od przodu

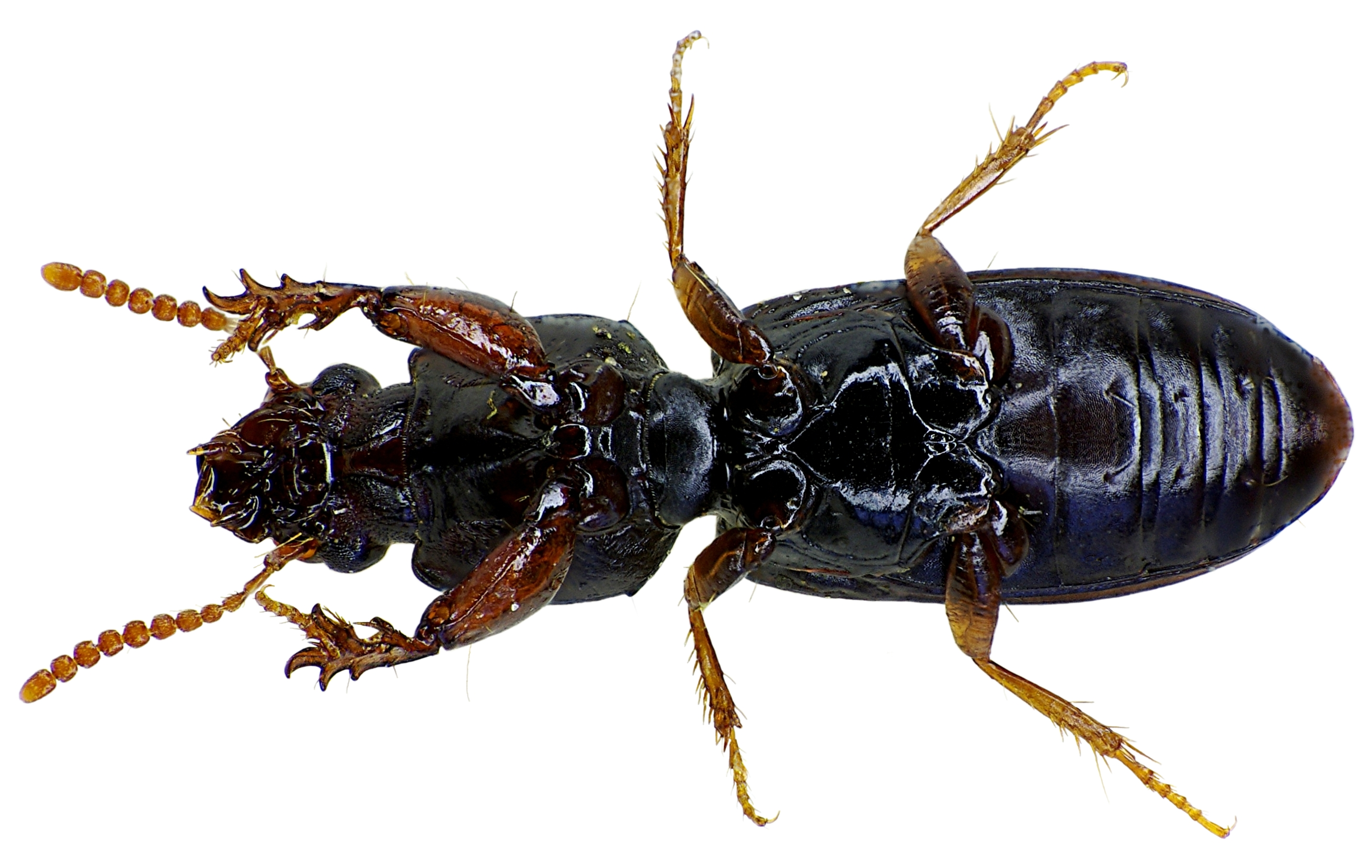
Spód ciała

Chrząszcz o wydłużonym ciele długości od 5 do 6,9 mm, przeciętnie większym i tęższym niż u stromki brązowej, z wierzchu jednobarwnym, zwykle smoliście brązowym do czarnego, rzadziej zaś czerwonobrązowym lub rdzawym.
Wypukła głowa ma środkowy wcisk pomniejszony do formy dołka, okolicę tego dołka punktowaną skąpo, wyraźnie i grubo, a dwie boczne zmarszczki krótsze i węższe niż u C. ypsilon. Czułki są żółtoczerwone, grubsze niż u stromki brązowej. Głaszczki również mają żółtoczerwone ubarwienie.
Gładkie do lekko pomarszczonego przedplecze ma obrzeżenie boków dochodzące aż do podstawy i zwykle pozbawione jest punktowanej bruzdy przed nasadą. Pokrywy są szersze i krótsze niż u C. ypsilon oraz dłuższe i bardziej walcowate niż u stromki brązowej. Mają one po jednym chetoporze (punkcie szczecinkowym) przytarczkowym i od trzech do pięciu (zwykle po cztery) chetoporów dyskalnych, natomiast w bocznych bruzdach gęste, stykające się ze sobą punkty szczecinkowe tworzą nieprzerwany szereg. Rzędy pokryw są grusze niż u stromki brązowej. Spotyka się zarówno osobniki długoskrzydłe, zdolne do lotu, jak krótkoskrzydłe. Odnóża są żółtoczerwone. Te przedniej pary są grzebne, o dwóch wyraźnych kolcach na zewnętrznych krawędziach goleni. Odnóża środkowej pary mają długi kolec na zewnętrznej krawędzi goleni. Odwłok samców jest błyszczący, delikatnie siateczkowany, samic zaś jednolicie matowy.

## Ekologia i występowanie
Owad rozmieszczony od nizin po obszary górskie. Zamieszkuje niezacienione lub słabo zacienione stanowiska wilgotne, porośnięte skąpą lub niezbyt gęstą roślinnością, w tym łąki, doliny rzeczne, pobrzeża wód, skraje lasów i pola uprawne; szczególną preferencję wykazuje do skąpo porośniętych gleb gliniastych. Postacie dorosłe spotykane są aktywne od wczesnej wiosny do późnego lata oraz stanowią stadium zimujące. Należą do semizoofagów, żerując oprócz drobnych bezkręgowców także na niektórych częściach roślin, chętnie na wschodzących ich pędach.
Do pasożytów zewnętrznych tego chrząszcza należy grzyb Laboulbenia clivinalis z rzędu owadorostowców.
Gatunek holarktyczny. Podgatunek nominatywny w Europie znany jest z Portugalii, Hiszpanii, Irlandii, Wielkiej Brytanii, Francji, Belgii, Holandii, Luksemburga, Niemiec, Szwajcarii, Austrii, Włoch, Danii, Szwecji, Norwegii, Finlandii, Estonii, Łotwy, Litwy, Polski, Czech, Słowacji, Węgier, Białorusi, Ukrainy, Mołdawii, Rumunii, Bułgarii, Słowenii, Chorwacji, Bośni i Hercegowiny, Serbii, Czarnogóry, Albanii, Grecji oraz europejskich części Rosji i Turcji. W Afryce Północnej zamieszkuje Egipt. W Azji podawany jest z Izraela, Turcji, Gruzji, Armenii, Azerbejdżanu, Iranu, Turkmenistanu oraz syberyjskiej i dalekowschodniej części Rosji oraz północnych Chin. Poza tym znany jest z nearktycznej Ameryki Północnej.
Podgatunek C. f. sachalinca zamieszkuje dalekowschodnią część Rosji i Japonię.